# La Palma, Hidalgo kommun
La Palma är en ort i Mexiko.   Den ligger i kommunen Hidalgo och delstaten Michoacán de Ocampo, i den södra delen av landet, 180 km väster om huvudstaden Mexico City. La Palma ligger 1 809 meter över havet och antalet invånare är 117.
Terrängen runt La Palma är bergig åt nordost, men åt sydväst är den kuperad. Runt La Palma är det ganska tätbefolkat, med 90 invånare per kvadratkilometer. Närmaste större samhälle är Pucuato, 11,3 km öster om La Palma. I omgivningarna runt La Palma växer i huvudsak blandskog.